# Peggy Cabral
Alba María Antonia Cabral Cornero (Buenos Aires, 26 de junio de 1947), conocida como Peggy Cabral, es una comunicadora y política dominicana. Ella es desde 2013 presidenta en funciones del Partido Revolucionario Dominicano, además ha sido vicealcaldesa del Distrito Nacional (1998–2002).

## Biografía
Es hija de la periodista argentina Alba María Cornero, nativa de Rosario y de ascendencia española, y del escritor y diplomático dominicano Manuel del Cabral; nació en Buenos Aires cuando su padre servía en la embajada de la República Dominicana ante la República Argentina. Cabral proviene de una familia de alcurnia en la República Dominicana. Su abuelo, el senador Mario Fermín Cabral, creó el proyecto de ley que en 1936 cambió el nombre que tenía la capital dominicana, Santo Domingo, por Ciudad Trujillo, en honor al dictador Rafael Leónidas Trujillo. Su bisabuelo, Marcos Cabral, fue presidente de la República Dominicana en 1876; sus tatarabuelos Buenaventura Báez y José María Cabral fueron presidentes de la República Dominicana en múltiples ocasiones.
Durante su niñez Cabral vivió en la Argentina, en España, en Brasil y en Chile, debido a la carrera diplomática de su padre. A finales de la década de 1950 su padre, entonces embajador dominicano en Argentina, deserta y recibe asilo político de Argentina. Ella estudió administración de empresas en la Universidad de Buenos Aires.
En Argentina, Cabral se casó joven en un primer matrimonio, con el doctor argentino de ascendencia italiana Diego Fidel Raúl Degaudenzi Rizzo, en el cual procreó a 3 hijos, que le han dado a Cabral 12 nietos. Cabral se trasladó a la República Dominicana junto a sus padres, sus hermanos, su esposo y sus hijos en la década de 1970. En la década de 1980, Degaudenzi y Cabral se divorcian; Degaudenzi permanece en la República Dominicana ejerciendo su profesión. Cabral se casó en segundas nupcias el 19 de diciembre de 1986 con el político dominicano de ascendencia haitiana José Francisco Peña Gómez, de quien es viuda.
En la televisión dominicana ha sido presentadora del programa Conversando con Peggy Cabral, en el que ha entrevistado a destacadas figuras como Hugo Chávez, Benazir Bhutto, Mahmud Abbas, Fidel Castro, y Michel Martelly.
En agosto de 2013 fue designada presidenta en funciones del Partido Revolucionario Dominicano (PRD).
En noviembre de 2015 es designada por el presidente Danilo Medina como embajadora dominicana ante la República de Italia. Trascendió que este nombramiento formó parte de acuerdos conjuntos concretados en la unificación entre el entonces partido oficialista, PLD y el Partido Revolucionario Dominicano (PRD) ante las elecciones presidenciales y congresuales de 2016.
Ha recibido diferentes condecoraciones a lo largo de su vida, entre las que se pueden destacar:
- Llaves de la ciudad de Paterson, Nueva Jersey, EE. UU.
- Medalla al Mérito en el Renglón Político, impuesta por el entonces presidente de la República Dominicana, Hipólito Mejía
- Orden de Don José Solano y Bote (Venezuela)
- Huésped de Honor de las ciudades de La Plata y Rosario (Argentina)
- Personaje del año 2003 (Movimiento Cultural Dominicano)

## Ancestros
|  |                                                                                               |  |  |  |  |  |  |  |  |  |  |  |  |  |  |  |
|  | 16. José María Cabral y Luna (1816–1899) Baní, Capitanía General de Santo Domingo             |  |  |  |  |  |  |  |  |  |  |  |  |  |  |  |
|  |                                                                                               |  |  |  |  |  |  |  |  |  |  |  |  |  |  |  |
|  |                                                                                               |  |  |  |  |  |  |  |  |  |  |  |  |  |  |  |
|  | 8. Marcos Ezequiel Antonio Cabral y Figueredo (1843-1903) Baní, Departamento Ozama, Haití     |  |  |  |  |  |  |  |  |  |  |  |  |  |  |  |
|  |                                                                                               |  |  |  |  |  |  |  |  |  |  |  |  |  |  |  |
|  |                                                                                               |  |  |  |  |  |  |  |  |  |  |  |  |  |  |  |
|  | 17. Águeda Figueredo Rivera (1821–1877) Baní, Capitanía General de Santo Domingo              |  |  |  |  |  |  |  |  |  |  |  |  |  |  |  |
|  |                                                                                               |  |  |  |  |  |  |  |  |  |  |  |  |  |  |  |
|  |                                                                                               |  |  |  |  |  |  |  |  |  |  |  |  |  |  |  |
|  | 4. Mario Fermín Cabral y Báez (1877–1961) Baní, República Dominicana                          |  |  |  |  |  |  |  |  |  |  |  |  |  |  |  |
|  |                                                                                               |  |  |  |  |  |  |  |  |  |  |  |  |  |  |  |
|  |                                                                                               |  |  |  |  |  |  |  |  |  |  |  |  |  |  |  |
|  | 18. Ramón Buenaventura Báez Méndez (1812–1884) Cabral, Capitanía General de Santo Domingo     |  |  |  |  |  |  |  |  |  |  |  |  |  |  |  |
|  |                                                                                               |  |  |  |  |  |  |  |  |  |  |  |  |  |  |  |
|  |                                                                                               |  |  |  |  |  |  |  |  |  |  |  |  |  |  |  |
|  | 9. Altagracia Amelia Báez Andújar (†1879) Baní, República Dominicana                          |  |  |  |  |  |  |  |  |  |  |  |  |  |  |  |
|  |                                                                                               |  |  |  |  |  |  |  |  |  |  |  |  |  |  |  |
|  |                                                                                               |  |  |  |  |  |  |  |  |  |  |  |  |  |  |  |
|  | 19. Fermina Andújar de Soto Baní, Capitanía General de Santo Domingo                          |  |  |  |  |  |  |  |  |  |  |  |  |  |  |  |
|  |                                                                                               |  |  |  |  |  |  |  |  |  |  |  |  |  |  |  |
|  |                                                                                               |  |  |  |  |  |  |  |  |  |  |  |  |  |  |  |
|  | 2. Manuel Antonio Cabral Tavárez (1907–1999) Santiago, República Dominicana                   |  |  |  |  |  |  |  |  |  |  |  |  |  |  |  |
|  |                                                                                               |  |  |  |  |  |  |  |  |  |  |  |  |  |  |  |
|  |                                                                                               |  |  |  |  |  |  |  |  |  |  |  |  |  |  |  |
|  | 20. Manuel de Jesús Tavares Reyes                                                             |  |  |  |  |  |  |  |  |  |  |  |  |  |  |  |
|  |                                                                                               |  |  |  |  |  |  |  |  |  |  |  |  |  |  |  |
|  |                                                                                               |  |  |  |  |  |  |  |  |  |  |  |  |  |  |  |
|  | 10. Vicente Trinidad Tavares Portes (1837–1923) Santiago, Departamento Cibao, Haití           |  |  |  |  |  |  |  |  |  |  |  |  |  |  |  |
|  |                                                                                               |  |  |  |  |  |  |  |  |  |  |  |  |  |  |  |
|  |                                                                                               |  |  |  |  |  |  |  |  |  |  |  |  |  |  |  |
|  | 21. María Altagracia Portes y Morell de Santa Cruz                                            |  |  |  |  |  |  |  |  |  |  |  |  |  |  |  |
|  |                                                                                               |  |  |  |  |  |  |  |  |  |  |  |  |  |  |  |
|  |                                                                                               |  |  |  |  |  |  |  |  |  |  |  |  |  |  |  |
|  | 5. Amelia Josefa Tavares Saviñón (1877–1924)                                                  |  |  |  |  |  |  |  |  |  |  |  |  |  |  |  |
|  |                                                                                               |  |  |  |  |  |  |  |  |  |  |  |  |  |  |  |
|  |                                                                                               |  |  |  |  |  |  |  |  |  |  |  |  |  |  |  |
|  | 22. Rafael Saviñón                                                                            |  |  |  |  |  |  |  |  |  |  |  |  |  |  |  |
|  |                                                                                               |  |  |  |  |  |  |  |  |  |  |  |  |  |  |  |
|  |                                                                                               |  |  |  |  |  |  |  |  |  |  |  |  |  |  |  |
|  | 11. María de la Antigua Saviñón Villa (ca.1848–1906)                                          |  |  |  |  |  |  |  |  |  |  |  |  |  |  |  |
|  |                                                                                               |  |  |  |  |  |  |  |  |  |  |  |  |  |  |  |
|  |                                                                                               |  |  |  |  |  |  |  |  |  |  |  |  |  |  |  |
|  | 23. María Lorenza Matilde Villa del Orbe (1818–?) La Vega, Capitanía General de Santo Domingo |  |  |  |  |  |  |  |  |  |  |  |  |  |  |  |
|  |                                                                                               |  |  |  |  |  |  |  |  |  |  |  |  |  |  |  |
|  |                                                                                               |  |  |  |  |  |  |  |  |  |  |  |  |  |  |  |
|  | 1. Alba María Cabral Cornero Buenos Aires, Argentina                                          |  |  |  |  |  |  |  |  |  |  |  |  |  |  |  |
|  |                                                                                               |  |  |  |  |  |  |  |  |  |  |  |  |  |  |  |
|  |                                                                                               |  |  |  |  |  |  |  |  |  |  |  |  |  |  |  |
|  | 3. Alba Cornero Rosario, Argentina                                                            |  |  |  |  |  |  |  |  |  |  |  |  |  |  |  |
|  |                                                                                               |  |  |  |  |  |  |  |  |  |  |  |  |  |  |  |
|  |                                                                                               |  |  |  |  |  |  |  |  |  |  |  |  |  |  |  |